# Dolomedes silvicola
Dolomedes silvicola là một loài nhện trong họ Pisauridae.
Loài này thuộc chi Dolomedes. Dolomedes silvicola được miêu tả năm 2008 bởi Tanikawa & Miyashita.